# Aaron Dessner
Aaron Dessner (23 aprile 1976) è un cantautore statunitense.
È meglio conosciuto come membro fondatore della rock band The National e come co-fondatore del duo indie rock Big Red Machine, in coppia con Justin Vernon dei Bon Iver. È anche noto per aver collaborato con Taylor Swift, in particolare lavorando agli album Folklore ed Evermore, entrambi nominati per il Grammy Award all'album dell'anno rispettivamente nel 2021 e nel 2022, con il primo che ha vinto il premio.
Dessner ha co-scritto, prodotto o co-prodotto album e canzoni di Taylor Swift, Michael Stipe, Gracie Abrams, Ed Sheeran, Frightened Rabbit, Ben Howard, Sharon Van Etten, Local Natives, This Is the Kit, Adia Victoria, Lisa Hannigan e Lone Bellow. Con il fratello gemello Bryce Dessner, ha curato e prodotto due compilation di beneficenza, Dark Was the Night (2009) e Day of the Dead (2016), entrambe per la Red Hot Organization.

## Biografia

### Infanzia
Aaron Dessner è cresciuto come ebreo e ha origini polacche e russe. Dessner ha frequentato il liceo alla Cincinnati Country Day School e si è diplomato nel 1994. Dessner ha continuato a studiare Storia dell'Europa moderna alla Columbia University.

## Carriera

### The National
Aaron Dessner e suo fratello gemello Bryce erano amici d'infanzia di Bryan Devendorf. Nel 1998, dopo che la precedente band di Dessner, i Project Nim, si sciolse, Devendorf invitò i fratelli a unirsi alla sua band, The National. Il primo album omonimo della band è stato pubblicato nel 2001 dalla Brassland Records, un'etichetta co-fondata da Dessner insieme a suo fratello Bryce e Alec Hanley Bemis. Il secondo album della band, Sad Songs for Dirty Lovers, è stato pubblicato nel 2003.
Dopo il successo di Sad Songs, la band firmò con la Beggars Banquet Records. Con la nuova etichetta, hanno pubblicato il loro terzo album in studio, Alligator, nel 2005.
Nel 2007, la band ha pubblicato il loro quarto album, Boxer, apprezzato dalla critica. Nel 2008 l'allora senatore Barack Obama ha utilizzato una versione strumentale della canzone Fake Empire in un video della sua campagna presidenziale.
Nel 2009, la band ha partecipato a Dark Was the Night, un album di beneficenza a beneficio della Red Hot Organization. Nello stesso anno, registrarono una canzone per l'album Ciao My Shining Star: The Songs of Mark Mulcahy, per aiutare a supportare il frontman dei Polaris Mark Mulcahy che aveva recentemente perso sua moglie.
Nel 2010, la band ha pubblicato High Violet, il loro quinto album, anch'esso acclamato dalla critica.
Il sesto album del gruppo, Trouble Will Find Me, è stato pubblicato il 21 maggio 2013: l'album è stato nominato come miglior album alternativo ai 56° Grammy Awards . Nello stesso anno, Dessner e gli altri membri della band sono apparsi nel documentario Mistaken for Strangers.
Nel 2017, la band ha pubblicato Sleep Well Beast, il settimo album. Il singolo principale dell'album, The System Only Dreams in Total Darkness, divenne la prima canzone del gruppo a raggiungere la vetta della classifica delle Adult Alternative Songs.
Dessner è co-produttore di tutti gli album della band dai tempi di Alligator. La maggior parte di High Violet e Trouble Will Find Me sono stati registrati nei suoi studi discografici.

### Big Red Machine
Nel 2008, Dessner ha inviato a Justin Vernon la base strumentale di una canzone chiamata "Big Red Machine" per la compilation Dark Was the Night. Vernon scrisse il testo, interpretando il titolo "Big Red Machine" come un riferimento al cuore umano. Dieci anni dopo, i due artisti hanno fondato una band, i Big Red Machine, il 31 agosto 2018 è stato pubblicato i loro omonimo album di debutto, prodotto da Vernon e Dessner e realizzato principalmente presso lo studio di Dessner Long Pond nell'Upper Hudson Valley, New York.
Il 27 agosto 2021 è uscito il secondo album in studio del duo, How Long Do You Think Its Gonna Last?, prodotto dallo stesso Dessner e contenente collaborazioni con vari artisti, come Ben Howard, Sharon Van Etten e Taylor Swift.

### Colonne sonore
Dessner e suo fratello Bryce hanno co-composto la colonna sonora di Transpecos. Hanno anche lavorato insieme alla colonna sonora del film del 2013 Big Sur, un adattamento dell'omonimo romanzo del 1962 di Jack Kerouac che ha debuttato il 23 gennaio 2013 al Sundance Film Festival. Nel 2021, insieme al fratello, Aaron ha realizzato le colonne sonore di due film, ovvero C'mon C'mon e Cyrano.

### Album con altri artisti

#### The Conformist
Aaron Dessner ha lavorato al progetto del 2009 di Doveman The Conformist.

#### The Long Count
The Long Count è stata una commissione per il BAM Next Wave Festival nel 2009. Aaron e Bryce hanno lavorato insieme a Matthew Ritchie, creando un'opera liberamente basata sulla storia della creazione Maya Popol Vuh. Il lavoro includeva vari cantanti ospiti, tra cui Kim e Kelley Deal (The Breeders, i Pixies), Matt Berninger, Shara Worden (My Brightest Diamond) e Tunde Adebimpe (TV on the Radio). L'opera è stata presentata nel settembre 2009 nell'ambito dell'Ellnora Festival. Successivamente è stata eseguita al BAM, all'Holland Festival e al Barbican.

#### Dark Was the Night
Nel 2009, Aaron e Bryce Dessner hanno prodotto una compilation di beneficenza contro l'AIDS, Dark Was the Night, per la Red Hot Organization. Il disco contiene collaborazioni con David Byrne, The Arcade Fire, Sufjan Stevens, Feist, Sharon Jones, Cat Power, Grizzly Bear, My Morning Jacket, the Decemberists, Bon Iver, Conor Oberst e Spoon. Dark Was the Night ha raccolto oltre 2 milioni di dollari per enti di beneficenza contro l'AIDS a partire da gennaio 2012. La traccia Big Red Machine, scritta insieme a Justin Vernon dei Bon Iver, è stata anche inclusa nel film del 2010 Last Minutes with ODEN.

#### Forever Love
Forever Love è una collaborazione tra Aaron, il fratello Bryce, l'islandese Ragnar Kjartansson, e Gyða e Kristín Anna Valtýsdóttir, ex-membri del gruppo musicale islandese múm. Il progetto include canzoni scritte ed eseguite da Aaron e Bryce insieme a Gyða e Kristín Anna Valtýsdóttir.

#### Day of the Dead
Il 17 marzo 2016, con il fratello Bryce Dessner, Aaron ha annunciato l'album di beneficenza Day of the Dead, tributo ai Grateful Dead, che è stato poi pubblicato il 20 maggio 2016. L'album è stato realizzato per la Red Hot Organization, che si occupa di aiutare i malati di AIDS. L'album è frutto di quattro anni di lavoro, ha visto coinvolti oltre 60 artisti, e conta un totale di 59 tracce, raggiungendo quasi le 6 ore di durata. Day of the Dead è il seguito di Dark Was the Night del 2009, una compilation di 32 tracce sempre prodotta dai fratelli Dessner.
Day of the Dead vede coinvolti vari artisti, ovvero Wilco, The Flaming Lips, Bruce Hornsby, l'amico Justin Vernon, gli stessi The National, The War on Drugs, Lee Ranaldo dei Sonic Youth, Ira Kaplan di Yo La Tengo, Jenny Lewis, Unknown Mortal Orchestra, Perfume Genius, Jim James di My Morning Jacket, il gruppo senegalese Orchestra Baobob, il compositore Terry Riley e suo figlio Gyan Riley, l'artista edm Tim Hecker, il pianista jazz Vijay Iyer, e il suonatore di banjo Béla Fleck.

## Collaborazioni
Aaron Dessner ha contribuito a produrre lavori per molti altri artisti in qualità di produttore e talvolta di autore.

### Sharon Van Etten
Dessner ha lavorato con la cantante Sharon Van Etten al suo album Tramp del 2012.

### Local Natives
Dessner ha prodotto il secondo album in studio dei Local Natives, Hummingbird, pubblicato nel 2013: l'album ha ricevuto recensioni positive e Pitchfork ha elogiato in particolare il lavoro di produzione di Dessner.

### Lone Bellow
Nel 2015, Dessner ha prodotto Then Came the Morning di Lone Bellow, registrato nel garage di Dessner e in una chiesa del XIX secolo nello stato di New York. L'album è stato pubblicato nel gennaio 2015. inoltre, Dessner ha prodotto l'album Half Moon Light di Lone Bellow del 2020 e ha co-scritto diversi brani.

### This Is the Kit
Nello 2015, ha lavorato con This Is the Kit per il loro album Bashed Out.

### Lisa Hannigan
Nel 2016, Dessner ha prodotto l'album At Swim di Lisa Hannigan. L'album ha raggiunto la vetta della classifica irlandese e la posizione numero 24 nel Regno Unito.

### Frightened Rabbit
Il quinto album di Frightened Rabbit, Painting of a Panic Attack, pubblicato nel 2016 dalla Atlantic Records, è stato prodotto da Aaron Dessner.

### Eve Owen
Aaron Dessen ha co-scritto e prodotto l'acclamato debutto della cantautrice britannica Eve Owen, Don't Let the Ink Dry, pubblicato nel 2020.

### Taylor Swift
Nell'aprile 2020, durante la pandemia di COVID-19, Dessner è stato contattato dalla cantautrice americana Taylor Swift per collaborare alla sua nuova musica. Dessner ha prodotto e co-scritto il suo ottavo album in studio, Folklore. Uscito a sorpresa, ha ottenuto il plauso della critica il 24 luglio 2020 e ha vinto l'Album dell'anno alla 63ª edizione dei Grammy Awards nel 2021. Dessner ha continuato a lavorare con Taylor Swift per il suo nono album in studio, nonché secondo album a sorpresa, Evermore, pubblicato nello stesso anno l'11 dicembre. Il coinvolgimento nella produzione di Dessner con Taylor è continuato attraverso il suo processo di ri-registrazione del suo catalogo precedente, iniziando con Fearless (Taylor's Version) e continuando con Red (Taylor's Version), entrambi pubblicati nel 2021. Dessner è inoltre co-produttore di Carolina, singolo di Taylor Swift estratto dalla colonna sonora del film La ragazza della palude (Where the Crawdads Sing). Nel 2022, Dessner ha collaborato ad alcuni brani della 3am Edition dell'album Midnights. Sempre per Swift, ha prodotto, inoltre, alcuni brani di The Tortured Poets Department, uscito nel 2024.

### Ben Howard
Dessner ha anche co-prodotto il quarto album in studio del cantautore britannico Ben Howard, Collections from the Whiteout, pubblicato il 26 marzo 2021.

### Gracie Abrams
Nel 2021, Aaron Dessner lavora con Gracie Abrams in qualità di co-produttore del suo EP This Is What It Feels Like, oltre ad essere coautore di quattro brani inclusi nel progetto, tra cui il singolo Rockland. Nel 2022 viene pubblicato Block Me Out, singolo di cui è produttore e co-autore assieme alla stessa Abrams.

### King Princess
Il 2 giugno 2022, Dessner ha confermato di aver lavorato con la cantautrice King Princess al suo secondo album in studio, Hold On Baby, pubblicato il 29 luglio 2022. In particolare, Dessner ha co-scritto e co-prodotto tre brani inclusi nell'album, ovvero Change the Locks, Crowbar e I Hate Myself, I Want to Party.

## Curatore di eventi

### Eaux Claires Music & Arts Festival
Eaux Claires è un festival musicale fondato e curato da Dessner e Justin Vernon. Il festival inaugurale si è svolto a luglio 2015 nella città natale di Vernon, Eau Claire, nel Wisconsin.

### PEOPLE Festival
PEOPLE Festival è un raduno no-profit di artisti a Berlino per un festival musicale di un fine settimana curato e prodotto dai fratelli Dessner e dai Bon Iver. Il primo festival si è svolto dal 1° al 2 ottobre 2016, sotto il nome di "Michelberger Music" nella Funkhaus. Al festival hanno partecipato oltre 80 artisti, tra cui Bon Iver, Nils Frahm, Andi Toma di Mouse on Mars e Jan St. Werner, Erlend Øye, Shara Nova di My Brightest Diamond, Lisa Hannigan, e Damien Rice.

### Boston Calling Music Festival
Boston Calling è un festival musicale co-curato da Dessner. Ha debuttato nel maggio 2013 e si teneva in precedenza due volte ogni anno, a maggio e a settembre, al City Hall Plaza. Il festival si è trasferito all'Harvard Athletic Complex di Allston nel maggio 2017 ed è diventato un festival annuale. Oltre a Natalie Portman, hanno preso parte al festival artisti come Sia, The National, Beck, My Morning Jacket, Of Monsters and Men, Fun., Kendrick Lamar, Passion Pit, Vampire Weekend, Modest Mouse, Airborne Toxic Event e Disclosure.

### Crossing Brooklyn Ferry
Crossing Brooklyn Ferry è un festival musicale curato dai fratelli Dessner. Il primo festival si è svolto dal 3 al 5 maggio 2012 presso la Brooklyn Academy of Music e comprendeva esibizioni di Walkmen, St. Vincent, Beirut, The Antlers, yMusic e Jherek Bischoff. L'edizione del 2013, svoltasi dal 25 al 27 aprile, ha incluso esibizioni di Roots, Solange, TV on the Radio, Phosphorescent e Brooklyn Youth Chorus.

## Etichette discografiche fondate
Dessner ha co-fondato l'etichetta discografica 37d03d (da leggere come "people", scritto sottosopra) con Justin Vernon e Bryce Dessner. L'etichetta ha pubblicato gli album di Big Red Machine, Bonny Light Horseman, Eve Owen, Mina Tindle e altri artisti.
Insieme ad Alec Hanley Bemis e Bryce Dessner, Dessner ha fondato la Brassland Records, etichetta che ha pubblicato album di The National, This Is the Kit, Clogs, Doveman e Nico Muhly.

## Attrezzatura musicale utilizzata
Dessner suona spesso una Gibson Firebird del 1965 e, durante la registrazione di Sleep Well Beast, ha usato lanche una Fender Telecaster del 1972. Dal vivo, Dessner tende a suonare, oltre alla consueta Firebird, una Fender Jazzmaster del 1963.
Per Sleep Well Beast ha utilizzato come amplificatori un Fender Champ del 1959, un Fender Princeton degli anni '60, un Music Man degli anni '70 e un Ampeg Gemini e un Fender Bassman.

## Premi e nomination

### Grammy Awards
| Anno | Nomina               | Premio                       | Risultato       |
| ---- | -------------------- | ---------------------------- | --------------- |
| 2014 | Trouble Will Find Me | Best Alternative Music Album | Candidato/a     |
| 2018 | Sleep Well Beast     | Best Alternative Music Album | Vincitore/trice |
| 2021 | Folklore             | Album of the Year            | Vincitore/trice |
| 2021 | Cardigan             | Song of the Year             | Candidato/a     |
| 2021 | Folklore             | Best Pop Vocal Album         | Candidato/a     |
| 2022 | Evermore             | Album of the Year            | Candidato/a     |

## Discografia

### Con The National
- The National (2001)
- Sad Songs for Dirty Lovers (2003)
- Alligator (2005)
- Boxer (2007)
- High Violet (2010)
- Trouble Will Find Me (2013)
- Sleep Well Beast (2017)
- I Am Easy to Find (2019)
- First Two Pages of Frankenstein (2023)
- Laugh Track (2023)

### Con i Project Nim
- Tower of Babel (1995)
- Where the Nothings Live (1997)
- Evenings Pop and Curve (1998)

### Con Equinox
- Equinox (1993)

### Con i Big Red Machine
- Big Red Machine (31 agosto 2018)
- How Long Do You Think It's Gonna Last? (27 agosto 2021)

### Colonne sonore
- Big Sur (2013) con Bryce Dessner
- Transpecos (2016) con Bryce Dessner
- C'mon, C'mon (2021) con Bryce Dessner
- Cyrano (2021) con Bryce Dessner

### Musical teatrali
- Cyrano (2018) con Matt Berninger, Carin Besser, Bryce Dessner ed Erica Schmidt[33]

### Crediti di produzione e scrittura di canzoni per altri artisti

#### Con i Frightened Rabbit
- Painting Of A Panic Attack (2016)

#### Con Taylor Swift
- Folklore (24 luglio 2020)
- Evermore (11 dicembre 2020)
- Fearless (Taylor's Version) (9 aprile 2021)
- Red (Taylor's Version) (12 novembre 2021)
- Midnights (3am Edition) (21 ottobre 2022)
- Speak Now (Taylor's Version) (7 luglio 2023)
- The Tortured Poets Department (19 aprile 2024)

#### Con Gracie Abrams
- This Is What It Feels Like (2021)
- Good Riddance (2023)

#### Con Ed Sheeran
- - (2023)
- Autumn Variations (2023)

## Vita privata
Dessner è cresciuto a Cincinnati, Ohio, con suo fratello gemello, Bryce Dessner. Si è laureato alla Cincinnati Country Day School di Cincinnati nel 1994 e alla Columbia University nel 1998. Aaron è sposato con Stine Wengler; la coppia ha tre figli. Dessner è inoltre un grande appassionato di calcio e fan del Liverpool FC. Nel maggio 2022 ha ricevuto un dottorato in belle arti presso l'Università della Pennsylvania.